# Phytocoris pini
Phytocoris pini är en insektsart som beskrevs av Carl Ludwig Kirschbaum 1856. Phytocoris pini ingår i släktet Phytocoris, och familjen ängsskinnbaggar. Arten är reproducerande i Sverige.